# Seine-et-Marne
Seine-et-Marne este un departament în centrul Franței, situat în regiunea Île-de-France - aglomerația urbană din jurul Parisului. Este unul dintre departamentele originale ale Franței create în urma Revoluției din 1790. Este numit după două râuri ce traversează departamentul: Sena si Marna. În aces departament se află parcul de disracții Disneyland Paris și Castelul de la Fontainbleau.

## Localități selectate

### Prefectură
- Melun

### Sub-prefecturi
- Fontainebleau
- Meaux
- Provins
- Torcy

### Alte orașe
- Bussy-Saint-Georges
- Champs-sur-Marne
- Chelles
- Combs-la-Ville
- Dammarie-lès-Lys
- Le Mée-sur-Seine
- Ozoir-la-Ferrière
- Pontault-Combault
- Savigny-le-Temple
- Villeparisis

### Alte localități
- Barbizon

## Diviziuni administrative
- 5 arondismente;
- 43 cantoane;
- 514 comune;

## Personalități marcante
- Maurice Boitel, pictor